# Gyula Lázár
Gyula Lázár (en húngaro: Lázár Gyula; Füzesgyarmat, Imperio austrohúngaro, 24 de enero de 1911-Budapest, 27 de febrero de 1983) fue un jugador y entrenador de fútbol húngaro. En su etapa como jugador profesional se desempeñaba como centrocampista.

## Selección nacional
Fue internacional con la selección húngara en 49 ocasiones y convirtió un gol. Formó parte de la selección subcampeona de la Copa del Mundo de 1938.

### Participaciones en Copas del Mundo
| Mundial                        | Sede    | Resultado        | Partidos | Goles |
| ------------------------------ | ------- | ---------------- | -------- | ----- |
| Copa Mundial de Fútbol de 1934 | Italia  | Cuartos de final | 1        | 0     |
| Copa Mundial de Fútbol de 1938 | Francia | Subcampeón       | 4        | 0     |

## Equipos

### Como jugador
| Equipo      | País    | Año       |
| ----------- | ------- | --------- |
| Ferencváros | Hungría | 1930-1943 |

### Como entrenador
| Equipo             | País                  | Año       |
| ------------------ | --------------------- | --------- |
| Selección nacional | República Árabe Unida | 1958-1959 |
| Panathinaikos      | Grecia                | 1967-1968 |

## Palmarés

### Campeonatos nacionales
| Título              | Equipo      | País    | Año  |
| ------------------- | ----------- | ------- | ---- |
| Nemzeti Bajnokság I | Ferencváros | Hungría | 1932 |
| Copa de Hungría     | Ferencváros | Hungría | 1933 |
| Nemzeti Bajnokság I | Ferencváros | Hungría | 1934 |
| Copa de Hungría     | Ferencváros | Hungría | 1935 |
| Nemzeti Bajnokság I | Ferencváros | Hungría | 1938 |
| Nemzeti Bajnokság I | Ferencváros | Hungría | 1940 |
| Nemzeti Bajnokság I | Ferencváros | Hungría | 1941 |
| Copa de Hungría     | Ferencváros | Hungría | 1942 |
| Copa de Hungría     | Ferencváros | Hungría | 1943 |

### Copas internacionales
| Título                 | Equipo      | Sede          | Año  |
| ---------------------- | ----------- | ------------- | ---- |
| Copa de Europa Central | Ferencváros | Roma (Italia) | 1937 |

### Distinciones individuales
| Distinción                    | Año  |
| ----------------------------- | ---- |
| Futbolista del año en Hungría | 1933 |